# Георги Димитров
Георги Михајлов Димитров (буг. Георги Михайлов Димитров; Ковачевци, 18. јун 1882 — Москва, 2. јул 1949) бугарски је политичар, револуционар и један од вођа међународног комунистичког покрета.

## Биографија
Рођен је 18. јуна 1882. године у селу Ковачевци крај места Перник. Још у раној младости, Георги Димитров је постао припадник комунистичког покрета и синдикални лидер. Године 1902. пришао је Социјалдемократској странци, а касније је постао један од вођа њеног револуционарног крила. Био је председник Савеза револуционарних синдиката уједињене Бугарске у периоду од 1909. до 1923. године. Један је од оснивача Комунистичке партије Бугарске 1919. године.
За време Првог светског рат био је вођа бугарске социјалистичке парламентарне опозиције. У септембру 1923. године један је од вођа Септембарског устанка којег је организовала Комунистичка партија Бугарске. Након слома устанка приморан је да емигрира из Бугарске, преко Краљевине СХС, јер је у одсуству осуђен на смрт због учествовања у оружаној побуни. Године 1926. судски процес је обновљен, али је опет осуђен на смрт. За време емиграције поступно је израстао у једну од значајних личности комунистичког покрета.

### Вођа Коминтерне
Суђење у Лајпцигу 1933. године било је одлучујући фактор у његовом животу и каријери. Оптужен да је учествовао у паљењу Рајхстага, Димитров је сам себе одбранио па суд, под будним оком светске јавности, није могао ништа друго учинити осим да га ослободи оптужбе.
Разлог зашто се Димитров нашао међу осумњиченима лежао је у томе што су нацисти за овај чин који су сами извели одлучили да оптуже комунисте, а Димитров је од 1929. године био челник средњоевропске секције Коминтерне и имао совјетско држављанство што га је чинило веома погодном метом. На суђењу које се тада означавало као суђење века, Димитров је показао завидну политичку храброст и тиме постао светски позната личност.
Након суђења преселио се у Совјетски Савез гдје је изабран за генералног секретара Коминтерне. Димитров је био последњи генерални секретар Коминтерне, од 1935. до 1943. године, када је Стаљин укинуо ову организацију. Разлог именовању на то мјесто јесте слава и углед које је постигао на суђењу у Лајпцигу. Његов извјештај на Седмом конгресу Коминтерне 1935. године истакао је његове идеје о потреби борбе против нарастајућег фашизма у Европи.
За време Другог свјетског рата био је на челу уреда комунистичке партије у Москви одакле је руководио комунистичким покретом отпора у Бугарској - Отачаственим фронтом која је у септембру 1944. година организовала устанак и свргнула монархистичку владу те објавила рат Њемачкој.

### Председник НР Бугарске
Године 1946, након избора на којима је побиједио комунистички Отачаствени фронт, Велика народна скупштина новоутемељене Народне Републике Бугарске изабрала је Георги Димитрова за предсједника владе. Истовремено именован је генералним секретаром Комунистичке партије Бугарске. На том је месту имао неограничену власт у целој Бугарској.
Убрзо по доласку на власт, Димитров се претвара у Стаљиновог пиона који практично у његово име управља Бугарском. Истовремено сузбија било какву опозицију у политичком животу земље кроз разна суђења и егзекуције. Димитров је у жељи да уништи стари систем владавине и изгради нови који ће бити у складу с социјалистичким принципом примијенио совјетски приступ. Стога је осмислио колективизацију и национализацију великих индустријских предузећа и банака. Држава је присвојила све приватно власништво те преузела потпун надзор над економским системом државе.
Резултат такве трансформације био је погубан за бугарску економију. Ипак, Георги Димитров је направио одређене напоре да адаптира совјетско искуство на бугарске услове живота. На Петом конгресу Комунистичке партије Бугарске 1948. године истакнуте су основе концепта развоја Бугарске у будућности који су према њему - побједа социјалистичке револуције и народне демократије као форме којом радничка класа доминира државом. Резултат примјене тих идеја био је двострук, али је сасвим сигурно је имао веома мало везе с демократијом.
Спољна политика Бугарске била је осуђена следити совјетску. Слепа послушност Бугарске заповестима из Москве спречила је евентуално формирање балканске федерације. Пре раскида са Стаљином, Тито и Димитров разговарали су о уједињену Бугарске и Југославије у једну државу. Али, ускоро је дошла резолуција Информбироа и удаљавање Југославије од совјетског блока. Ни пред крај живота Димитров није успио са себе скинути етикету Стаљиновог послушника којем је овај наредио да организује суђење бившем извршном секретару комунистичке партије Трајчу Костовом.

### Култ
Георги Михајлович Димитров умро је 2. јула 1949. године у санаторијуму Борвиха недалеко Москве. Сахрањен је у маузолеју у Софији, а његова родна кућа је претворена у музеј.
Након његове смрти у Бугарској је створен култ Димитрова. Тако је утемељен Ред Димитрова као највеће одликовање у Народној Републици Бугарској. Његово име је давано многим фабрикама, школама и улицама. По њему је названа гимназија у Скопљу, организација комунистичке омладине и град Димитровград (по један у Бугарској, Србији и Русији). Димитрово име носиле су највеће награде у науци, техници, књижевности и уметности.
Почетком деведесетих његово тело је пренето из маузолеја и сахрањено на Централном гробљу у Софији. А маузолеј је срушен 21. августа 1999. године.